# Atétesis
La atétesis (del griego ἀθέτησις acétesis ‘abolición, rechazo’) es, en filología, un procedimiento de la crítica textual por el que el editor elimina un término o un pasaje de un texto transmitido por la tradición manuscrita porque considera que no fue escrito por el autor original, sino añadido más tarde por un copista. 
El procedimiento contrario, consistente en añadir al texto parte de una palabra o una o varias palabras, recibe el nombre latino de additio (‘añadidura’). 
Como todas las conjeturas aplicadas a la tradición manuscrita, los filólogos de los siglos XVIII y XIX aplicaron la atétesis con demasiada prodigalidad. Hoy se considera que: «para admitir una conjetura se requiere, por un lado, que el texto esté clara y evidentemente errado. Por otro, que la conjetura cumpla los mínimos de aceptabilidad desde los puntos de vista paleográfico, lingüístico, métrico, estilístico o semántico».